# Isthme du Lac
Pour les articles homonymes, voir Lac.
L'isthme du lac, large d'environ 5 km entre l'anse de Saint-Malo et Port Kirk, marque la limite de la péninsule Courbet avec le reste de la Grande Terre des îles Kerguelen. 